# Giuseppe Federico Mancini
Giuseppe Federico Mancini (Perugia, 23 de diciembre de 1927-Bolonia, 21 de julio de 1999) fue un profesor universitario italiano, titular de la Cátedra de Derecho del Trabajo (Urbino, Bolonia, Roma) y posteriormente de la Cátedra de Derecho privado comparado (Bolonia), miembro del Comité central del Partido socialista, miembro del Consejo Superior de la Magistratura y juez del Tribunal de Justicia de las Comunidades Europeas.

## Biografía y actividad académica
Nace en Perusa (Perugia) en 1927, para luego trasladarse, antes del término de la Segunda Guerra Mundial, a Bolonia, donde en 1949 obtiene la licenciatura en Derecho. Posteriormente completa sus estudios en Francia (Universidad de la Sorbona de París), Austria (Universidad de Salzburgo) y en los Estados Unidos, en la Universidad de Chicago, entre 1951 y 1952. De vuelta en Italia, es uno de los principales artífices, junto con Nicola Matteucci y Luigi Pedrazzi, del arranque y desarrollo de la revista Il Mulino origen de la editorial del mismo nombre creada en 1954. En 1965, después de algunos años como profesor en la Universidad de Urbino y en Ancona, es nombrado titular de la Cátedra de Derecho del Trabajo en la Universidad de Bolonia, que mantendrá hasta 1979, año en el que pasa a enseñar la misma materia en Roma, en la Universidad de La Sapienza. En 1982 vuelve a impartir docencia en la Universidad de Bolonia, en calidad de titular de la Cátedra de Derecho privado, hasta 1982, año en el que es nombrado juez del Tribunal de Justicia de las Comunidades Europeas.
Es el maestro de la llamada "Escuela de Bolonia", entre cuyos alumnos y colaboradores se encuentran algunos de los principales docentes y estudiosos de esta disciplina, como Marco Biagi, Pier Giovanni Cria, Franco Carinci, Marcello Pedrazzoli, Gian Conduzco Balandi, Luigi Mariucci, Pietro Zanelli y Stefania Scarponi. En 1972, junto con sus colegas y también fundadores de la "Escuela de Bolonia", Luigi Montuschi, Umberto Romagnoli y Giorgio Ghezzi, redacta el Comentario al Statuto dei diritti del lavoratori (Estatuto de los trabajadores) para la editorial Zanichelli.
Desarrolla una intensa labor como conferenciante en diversas instituciones y Universidades, tanto italianas como extranjeras. En 1984 es nombrado doctor Honoris Causa por la Universidad de Córdoba. La Universidad de Harvard establece en su honor, en 1997, el Annual G. F. Mancini Prize in European Law (Premio anual G. F. Mancini en Derecho Europeo).

## Actividad política y judicial
Fue miembro del Comité Central del Partido Socialista Italiano (1972-1982). En 1976 fue elegido miembro del Consejo Superior de la Magistratura por designación parlamentaria, cargo que ejerce hasta 1981. En este último año, después de haber escrito un artículo en el diario Avanti! en el que adelantaba su salida de la carrera judicial, es propuesto por el secretario socialista Craxi como juez de la Corte Constitucional. Sin embargo, el ala izquierdista de la Democracia Cristiana y el Partido Comunista Italiano forman una alianza contra esta candidatura que impide hasta en seis ocasiones que Mancini pueda alcanzar el quorum de tres quintos del Parlamento en sesión conjunta. Craxi opta entonces por retirar la candidatura de Mancini y el gobierno italiano lo designa como Abogado general en el Tribunal de Justicia de las Comunidades Europeas (1982-1988). En 1988 será finalmente nombrado juez del mismo tribunal, manteniéndose en el cargo hasta su fallecimiento en 1999.

## Obras (selección)
Entre las publicaciones más significativas de Giuseppe Federico Mancini cabe señalar:
- Il pensiero politico nell'età di Roosevelt, Bolonia, Il Mulino, 1962.
- Il diritto sindicale, Bolonia, Il Mulino, 1971.
- Statuto dei diritti del lavoratori (edizione universitaria), Bolonia, Zanichelli, 1972.
- Costituzione e movimento operaio, Bolonia, Il Mulino, 1976.
- Lo Statuto dei lavoratori: un bilancio politico. Nuove prospettive del Diritto del lavoro e democrazia industriale, Bari, De Donado, 1977.
- Terroristi e riformisti, Bolonia, Il Mulino, 1981.
- Democrazia e costituzionalismo nell'Unione europea, Bolonia, Il Mulino, 2004 (póstumo)